# Tipula (Yamatotipula) shevtshenkoi
Tipula (Yamatotipula) shevtshenkoi is een tweevleugelige uit de familie langpootmuggen (Tipulidae). De soort komt voor in het Palearctisch gebied.